# Храбрый Назар (мультфильм)
«Храбрый Назар» (арм. Քաջ Նազար) — советский рисованный мультфильм студии Арменфильм по мотивам сказки армянского писателя Ованеса Туманяна.

## Сюжет
Невежество людей и хитрость попа приводит на царский трон лентяя и бездельника Назара, целыми днями подсчитывающего убитых мух.

## Создатели
- Режиссёр:	Роберт Саакянц
- Сценарист: Ховханнес Григорян
- Художники: Елена Пророкова, Эльвира Авакян
- Оператор:	Алиса Кюрдиан
- Композитор: Давид Азарян
- Монтаж: Роберт Саакянц, С. Ватинян
- Роли озвучивали: Зарех Тер-Карапетян, Женя Нерсисян, Ашот Казарян, Овак Галоян